# Borobodur: The Planet of Doom
Borobodur - The Planet of Doom is een computerspel in het platformspel-genre voor de Commodore Amiga, ontwikkeld door het Nederlandse Team Hoi — toen nog opererend onder de naam Soft Eyes — en uitgebracht door het Britse Thalamus Ltd in 1992.

## Publicatie
Borobodur werd in 1992 wereldwijd uitgebracht op 3,5-inch diskettes. Thalamus liet voor de Borobodur doos en advertentie artwork vervaardigen door de bekende Fantasy-artiest Oliver Frey. Het Britse magazine Amiga Computing kende Borobodur een score van 74% toe.

## Details
Borobodur was de laatste game waaraan Pieter Opdam, Reinier van Vliet en Metin Seven gezamenlijk samenwerkten onder de naam Soft Eyes. Opdam ontwikkelde het leeuwendeel van de game, waarbij Seven een deel van de graphics vervaardigde en van Vliet de muziek componeerde.
In 1994 verliet programmeur Pieter Opdam Soft Eyes om in Groot-Brittannië bij de games-uitgever Team 17 aan de slag te gaan, waar hij onder meer meewerkte aan Worms games. Reinier verzorgde voor Pieters vertrek nog muziek voor enkele games van Pieter. De overgebleven Soft Eyes teamleden — Reinier van Vliet, Metin Seven en Ramon Braumuller — veranderden hun naam in Team Hoi rondom de ontwikkeling van het platformspel Hoi.
Na zijn vertrek naar Groot-Brittannië veranderde Pieter zijn voornaam in Peter, en wordt ook wel "Pete" genoemd.
Reinier, Ramon en Metin waren liefhebbers van Japanse games, en de makers van Sonic the Hedgehog noemden zich Sonic Team, ook wel 'Team Sonic'. Mede daarom besloten Reinier, Ramon en Metin om de teamnaam Soft Eyes te veranderen in Team Hoi, ook omdat Hoi de tot dusver meest succesvolle en bekendste game van Reinier, Metin en Ramon was.

## Platforms
| Jaar | Platform |
| ---- | -------- |
| 1992 | Amiga    |

## Ontvangst
| Beoordeeld door | Platform | Datum         | Score |
| --------------- | -------- | ------------- | ----- |
| Amiga Computing | Amiga    | mei 1992      | 74%   |
| Amiga Action    | Amiga    | april 1992    | 70%   |
| Games-X         | Amiga    | december 1991 | 60%   |
| Amiga Format    | Amiga    | april 1992    | 35%   |
| Amiga Power     | Amiga    | mei 1992      | 34%   |